# NGC 7395
NGC 7395 (другие обозначения — PGC 69861, UGC 12216, MCG 6-50-6, ZWG 515.8, NPM1G +36.0497) — линзообразная галактика (S0) в созвездии Ящерица.
Этот объект входит в число перечисленных в оригинальной редакции «Нового общего каталога».